# ویژاینه
ویژاینه (به لاتین: Wiżajny) یک روستا در لهستان است که در گمینا ویژاینه واقع شده‌است. ویژاینه ۱٬۰۰۰ نفر جمعیت دارد.